# إد فيكتور
إد فيكتور (بالإنجليزية: Ed Victor)‏ هو صحفي ووكيل أدبي أمريكي، ولد في 9 سبتمبر 1939 في نيويورك في الولايات المتحدة، وتوفي في 7 يونيو 2017 في لندن في المملكة المتحدة.